# Film Documents, Inc.
Film Documents Inc. war eine kurzlebige US-amerikanische Filmproduktionsgesellschaft.

## Geschichte
Die Film Documents Inc. wurde ca. 1947 von den Filmemachern Helen Levitt und Janice Loeb in Manhattan, New York City gegründet. Levitt und Loeb lebten Mitte der 1940er Jahre gemeinsam in einer Wohnung an der Upper East Side. Zu dieser Zeit entstand ihr erster gemeinsamer Dokumentarfilm In the Street.
Loeb entwickelte dann die Idee für ihren zweiten Film, das Dokudrama Einer von den Stillen, über einen emotional gestörten afroamerikanischen Jungen aus Harlem, der aufgrund einer Verfehlung an der Wiltwyck-Schule für Knaben in Esopus an einem Rehabilitationsprogramm teilnehmen muss. Dies war die erste Produktion von Film Documents Inc. Die Regie des Films übernahm Sidney Meyers, den Kommentar für den Erzähler schrieb James Agee. Janice Loeb fungierte als Produzentin, Helen Levitts Bruder William „Bill“ Leavitt war als Associate Producer ebenfalls Teil des Filmstabes. Der für ca. 30.000 US-Dollar entstandene Film brachte Janice Loeb bei der Oscarverleihung 1949 eine Nominierung in der Kategorie Bester Dokumentarfilm ein. Im Jahr darauf waren Levitt, Loeb und Meyers bei der Oscarverleihung 1950 für den gleichen Film in der Kategorie Bestes Originaldrehbuch nominiert.
1950 entstanden noch die Kurzfilme The Stairs und The Steps of Age, beide unter der Regie von Ben Maddow. Für  The Stairs war Film Documents Inc. bei der Oscarverleihung 1951 in der Kategorie Bester Dokumentar-Kurzfilm nominiert.
Ein geplanter Spielfilm kam nicht mehr zustande, da die Gründer laut Levitt durch „ihr Privatleben abgelenkt wurden“. Janice und Bill Levitt hatten eine Familie gegründet und zogen ihre Kinder auf; Ende der 1950er Jahre folgte ein Umzug nach Alta, Utah. Helen Levitt blieb in New York City. Obwohl beide Frauen bis ins hohe Alter Kontakt hielten, setzten sie gemeinsam keine weiteren Filmprojekte mehr um.

## Produktionen
- 1948: Einer von den Stillen (The Quiet One, Dokumentarfilm)
- 1950: The Stairs (Kurzfilm)
- 1950: The Steps of Age (Kurzfilm)